# Herlheim
Herlheim ist ein Gemeindeteil der Gemeinde Kolitzheim im unterfränkischen Landkreis Schweinfurt in Bayern.

## Geografische Lage
Das Pfarrdorf Herlheim liegt im Nordosten des Kolitzheimer Gemeindegebiets. Im Norden sind Unter- und Oberspiesheim zu finden, Oberspiesheim liegt Herlheim am nächsten. Weiter nordöstlich beginnt das Gebiet der Gemeinde Sulzheim mit der Gemarkung von Alitzheim. Südlich erhebt sich der Gemeindeteil Brünnstadt von Frankenwinheim. Im Südwesten liegt Zeilitzheim. Westlich ist der Herleshof zu finden, während noch weiter im Westen Kolitzheim selbst liegt.
Naturräumlich bildet Herlheim den Mittelpunkt der Herlheimer Mulde, die ein Teil des Steigerwaldvorlandes ist. Die Landschaft ist hügelig und wird von Keuperböden beherrscht.

## Geschichte
Herlheim ist eines der älteren Dörfer in der Umgebung. Bereits in vor- und frühgeschichtlicher Zeit war der sogenannte Kappelshügel besiedelt. Dort, zwischen Herlheim und dem Herleshof, befand sich eine Kultstätte, die später von einer christlichen Kapelle überbaut wurde. Bei Grabungen wurden die Grundmauern dieses Gotteshauses erschlossen. Bereits 706 wurde Herlheim erstmals erwähnt, damals nannte man es „Herilindesheim“ und war, wie der Herleshof, nach der Adeligen Herilind benannt.
Im Jahr 742 wurde das Bistum Würzburg vom karolingischen Hausmeier Karlmann mit insgesamt 25 königlichen Eigenkirchen ausgestattet. Darunter war auch das Gotteshaus in Herlheim. Im Jahr 1271 überließen die Brüder Hermann I. und Heinrich II. zu Castell – mittlerweile war die Kirche in ihre Hände gelangt – die Pfarrei dem Zisterzienserinnenkloster Maidbronn. Später erwarb das Kloster Ebrach die meisten Güter im Dorf und besaß bald auch die Dorfherrschaft.
Während des Dreißigjährigen Krieges wurde das Dorf von schwedischen Truppen eingenommen. Die Soldaten raubten die Bewohner aus und quälten einige von ihnen. Zu diesem Zeitpunkt bestand noch ein breiter Graben in der Dorfmitte, an dem sich die Häuser aufreihten. Erst im 19. Jahrhundert schütteten die Bewohner den Graben zu. Heute ist Herlheim Teil der Großgemeinde Kolitzheim im Landkreis Schweinfurt.

## Kultur und Sehenswürdigkeiten

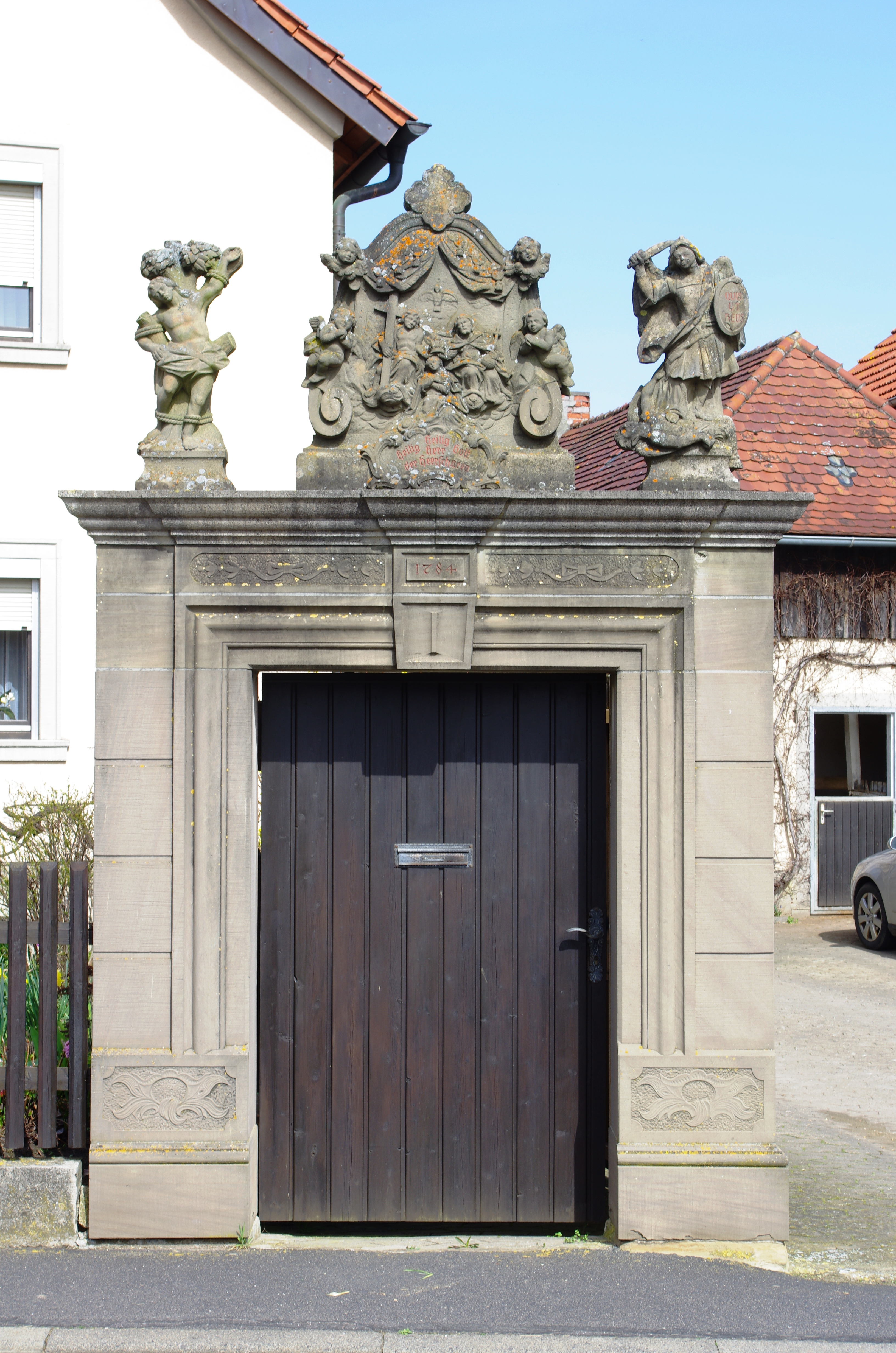
Das Portal in der Herlindenstraße

### Baudenkmäler
Den Mittelpunkt des Dorfes bildet die katholische Pfarrkirche St. Jakobus der Ältere. Das Dorf war bereits im 13. Jahrhundert eine eigenständige Pfarrei, allerdings stand das damalige Gotteshaus an einer anderen Stelle. Das älteste Element der bestehenden Kirche ist der Turm, „dicker Michel“ genannt. Er wurde im Jahr 1600 unter der Regierung des Fürstbischofs Julius Echter von Mespelbrunn gebaut. Der Turm wurde als Chorturm gebaut.
In den Jahren von 1717 bis 1721 wurde auf Betreiben des Zisterzienserabtes Wilhelm I. Sölner von Kloster Ebrach das prächtige Langhaus errichtet. Als Architekt bestellte Sölner den Hochfürstlich Würzburgischen Stadt- und Landbaumeister Joseph Greissing. Einen Blickfang bildet die hochbarocke, äußerst elegant proportionierte Westfassade Greissings, die man wegen ihrer architektonischen Qualität fälschlicherweise lange für ein Werk Balthasar Neumanns hielt. Ihr Entwerfer Joseph Greissing war tatsächlich der Amtsvorgänger und Lehrer Neumanns und der junge Neumann dürfte diese hervorragende Fassade zumindest gekannt haben. Die drei Nischen dieser westlichen Schauseite wurden jedoch erst 1852 nachträglich mit Figuren geschmückt. Über dem Hauptportal prangt das Wappen des beim Kirchenbau engagierten Abtes Wilhelm I. Sölner, die Sonnenblume. Zwischen 1730 und 1740 wurden die drei Altäre im Inneren geschaffen. Mit ihren Altarblättern der Kreuzabnahme Christi, des heiligen Josef und der Verkündigung Mariens spiegeln sie den Glanz des Barock wider.
Auf der Gemarkung des typisch katholischen Dorfes in Franken wurden auf der Gemarkung von Herlheim viele Bildstöcke und Kleindenkmäler gestiftet. Die Bildstöcke stammen meist aus dem 18. und 19. Jahrhundert und wurden von Privatpersonen aufgestellt. Mehrere Gebäude des alten Dorfes sind erhalten geblieben. Eine Besonderheit sind die Hofportale in Herlheim. Das schmuckvollste steht in der Herlindenstraße und ist mit einem Relief der Dreifaltigkeit und plastischen Heiligenfiguren verziert.

### Sagen

#### Der He-he im Hörnau-Wald
Eine Sage handelt vom He-he, der im Wald Hörnau bei Herlheim sein Unwesen treiben soll. Der Alitzheimer Lehrer hatte sich im Gasthaus von Herlheim verspätet und der örtliche Schmied Augustin Götz bot ihm an, gemeinsam mit ihm den nächtlichen Weg durch den Hörnau zu nehmen. Unterwegs ging allerdings der Pfeifenkopf des Schmiedes verloren und die beiden Männer konnten ihn trotz langer Suche nicht wiederfinden.
Der Schmied rief: „He-he, wenn du mir meinen neuen Pfeifenkopf suchen hilfst, schenke ich dem ersten Armen, der mir morgen begegnet einen Groschen.“ Sofort stand ein Mann mit einer Laterne neben dem Schmied und der Pfeifenkopf konnte gefunden werden. Der Schmied hob den Kopf auf und dankte dem He-he. Am nächsten Tag löste er sein Versprechen ein.

#### Die dicke Ev
Diesen merkwürdigen Flurnamen tragen verschiedene Äcker in der Nähe der Sulzheimer Mühle. Er geht auf folgende Begebenheit zurück:
Während der Pestzeit (1530/40) forderte der Schwarze Tod so viele Opfer in den Dörfern, dass man keine Särge mehr hatte, und die Toten auf offenen Leiterwagen zum Pfarreifriedhof nach Herlheim fuhr. Eines Tages verlor der Fuhrmann unterwegs die Leiche einer großen, dicken Frau, die er allein nicht wieder auf den Wagen heben konnte. So beschloss er, den Leichnam am nächsten Tag mitzunehmen. Doch über Nacht zog der Schwarze Tod ab und das Sterben hörte auf. So kam auch der Fuhrmann nicht mehr, die Leiche aber blieb liegen. Schließlich wurde sie vom Eigentümer des angrenzenden Ackers an Ort und Stelle beerdigt; ein Bildstock bezeichnet noch heute die Stelle.

## Persönlichkeiten
- Adolf Wächter (1873–1954), Oberbürgermeister von Bamberg